# Duffield
Duffield – wieś w Anglii, w hrabstwie Derbyshire, w dystrykcie Amber Valley. Leży 8 km na północ od miasta Derby i 189 km na północny zachód od Londynu. W 2001 miejscowość liczyła 4585 mieszkańców.